# MTV Europe Music Award para Melhor Artista Global
MTV Europe Music Award para Melhor Artista Global foi uma categoria do MTV Europe Music Awards entregue primeiramente na edição de 2011, como esse ano estava renovado, alguns novos prêmios ocasionais e de voto popular foram introduzidos. Os indicados desta categoria foram os vencedores das categorias de Melhor Artista Norte-Americano, Latino, Europeu, Asiático e Africano ou Árabe; anunciados em 23 de outubro. Sendo esta última entregue pela primeira vez junta, até então os prêmios de Melhor Artista Aficano e Melhor Artista Árabe eram entregues separadamente.

## Vencedores
| Ano  | Vencedor | Indicados |
| ---- | --- | --- |
| 2011 | BIGBANG | - Abdelfattah Grini - Lena - Restart - Britney Spears                                                                                                   |
| 2012 | Han Geng | - Ahmed Soultan - Dima Bilan - Rihanna - Restart |
| 2013 | Chris Lee | - Cody Simpson - Fresno - Justin Bieber - Lena - Marco Mengoni - Ahmed Soultan - Bednarek - EXO - / One Direction                                       |
| 2014 | Bibi Zhou | - Mohammed Assaf - 5 Seconds of Summer - Revolverheld - Dawid Kwiatkowski - / One Direction - Alessandra Amoroso - B.A.P. - Dulce Maria - Fifth Harmony |
| 2015 | Marco Mengoni (Europa) Diamond Platnumz (África & Índia) Jane Zhang (Asia) 5 Seconds of Summer (Austrália & Nova Zelândia) Anitta (América Latina) Justin Bieber (América do Norte) | |
| 2016 | Troye Sivan (Austrália) Maluma (Colômbia) GOT7 (Coreia) Wizkid (Nigéria) Zara Larsson (Suécia) Shawn Mendes (Canadá)                                                                | |